# Perdita stagei
Perdita stagei är en biart som beskrevs av Timberlake 1968. Perdita stagei ingår i släktet Perdita och familjen grävbin. Inga underarter finns listade i Catalogue of Life.